# The Blue Ridge Rangers
The Blue Ridge Rangers is een soloalbum van John Fogerty, die vooral bekend is geworden als zanger/gitarist en componist van Creedence Clearwater Revival. Hij heeft dit album opgenomen nadat Creedence (tijdelijk) was opgeheven. 

## Achtergrond
Nadat de band in 1972 (tijdelijk) was opgeheven is John Fogerty met een solocarrière gestart. Omdat hij afstand wilde nemen van de Creedence-erfenis, heeft hij zijn eerste soloalbum niet uitgebracht onder zijn eigen naam maar onder de naam The Blue Ridge Rangers. Het is wel degelijk een soloalbum, want John Fogerty zingt alle nummers, bespeelt alle instrumenten en heeft de plaat ook zelf geproduceerd en gearrangeerd. Op dit album staan covers van oude country & westernsongs. 
Er zijn twee singles van dit album uitgebracht, Jambalaya (dat #16 bereikte in de Billboard charts) en Heart of stone, dat #37 behaalde.

## Tracklist
| Nr. | Titel                                                                    | Duur |
| --- | ------------------------------------------------------------------------ | ---- |
| 1.  | Blue ridge mountain blues (Traditional)                                  | 2:29 |
| 2.  | Somewhere listening (for my name) (Archie Brownlee)                      | 2:37 |
| 3.  | You're the reason (Fred Henley, Terry Fell, Mildred Imes, Bobby Edwards) | 3:12 |
| 4.  | Jambalaya (On the Bayou) (Hank Williams sr.)                             | 3:15 |
| 5.  | She thinks I still care (Dickey Lee Liscomb, Steve Duffy)                | 2:57 |
| 6.  | California blues (blue yodel #4) (Jimmie Rodgers)                        | 3:04 |

| Nr. | Titel                                                             | Duur |
| --- | ----------------------------------------------------------------- | ---- |
| 1.  | Working on a building (Traditional)                               | 4:34 |
| 2.  | Please help me, I'm falling (Don Robertson, Hal Blair)            | 2:49 |
| 3.  | Have Thine own way, Lord (Adelaid A. Pollard, George C. Stebbins) | 2:59 |
| 4.  | Naamloos (Mel Tillis, Webb Pierce)                                | 2:49 |
| 5.  | Hearts of stone (Rudy Jackson, Eddy Ray)                          | 2:10 |
| 6.  | Today I started loving you again (Merle Haggard, Bonnie Owens)    | 3:12 |

## Productie
- Productie, arrangementen, zang, overige instrumenten – John Fogerty
- Geluidstechniek– Russ Gary, Skip Shimmin
- Ontwerp hoes – Tony Lane
- Fotografie– Bob Fogerty

De Amerikaanse site AllMusic heeft dit album gewaardeerd met drie en een halve ster (maximum is vijf sterren).